# Amstel III
Amstel III è un quartiere nello stadsdeel di Amsterdam-Zuidoost, nella città di Amsterdam.
Il quartiere fu completato negli anni '80 e accoglie tuttora un gran numero di servizi. A causa della riduzione della domanda di uffici attualmente ospita un alto numero di posti vacanti, che potrebbero essere riconvertiti in abitazioni.